# 安东尼·波诺马连科
安东尼·波诺马连科（Anthony Ponomarenko，2001年1月5日—），美国男子花样滑冰运动员，2017年世界青年花样滑冰锦标赛冰舞铜牌得主、2018年世界青年花样滑冰锦标赛冰舞铜牌得主、2022年四大洲花样滑冰锦标赛冰舞铜牌得主、2024年四大洲花样滑冰锦标赛冰舞铜牌得主。